# 87th Infantry Division
La 87th Infantry Division ("Golden Acorn") è stata un'unità militare dell'United States Army nella prima guerra mondiale e nella seconda guerra mondiale.